# Teofilo Torri

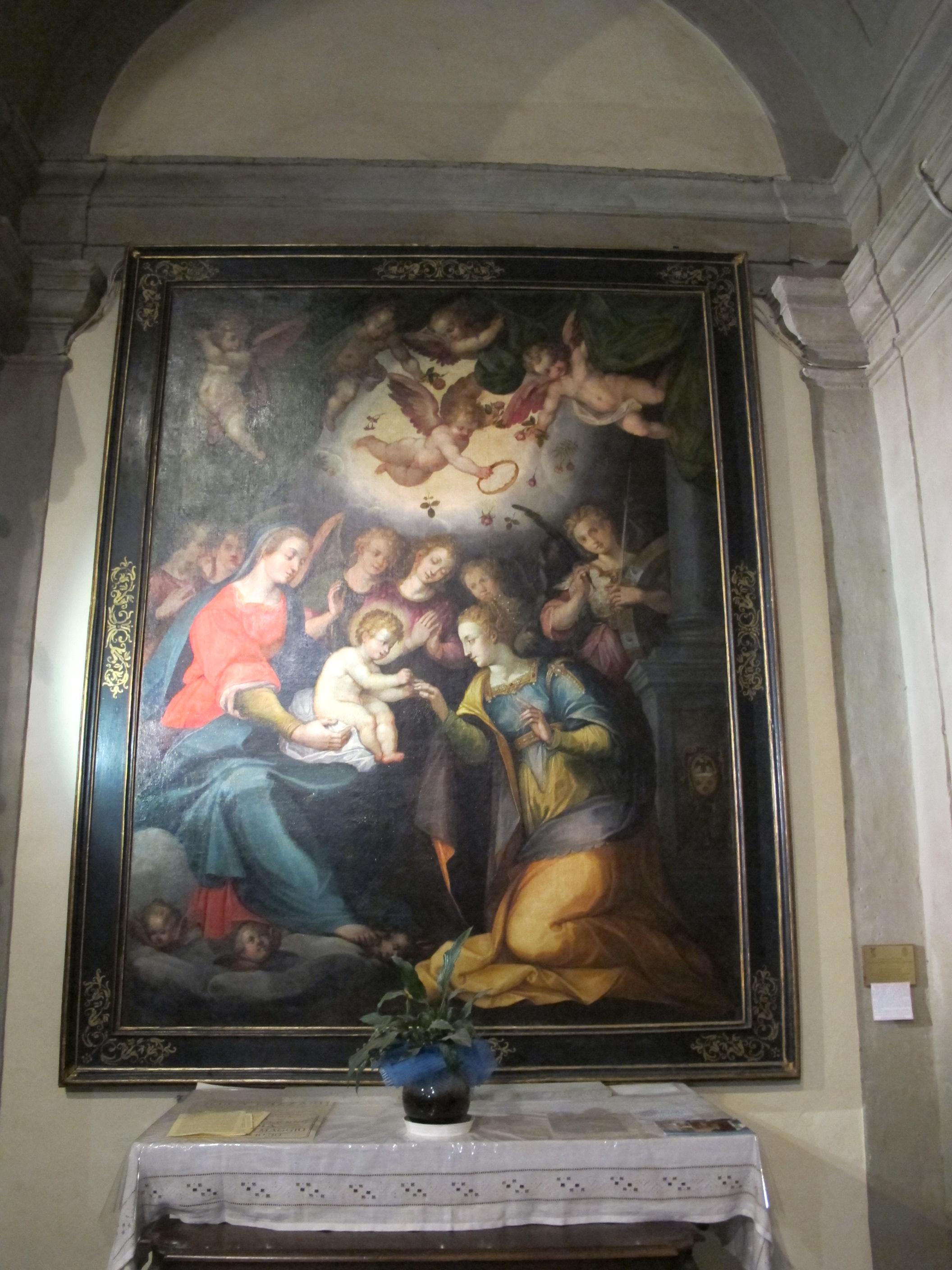
Matrimonio mistico di santa Caterina d'Alessandria, Badia delle Sante Flora e Lucilla

Teofilo Torri (Arezzo, 1554 – 1623) è stato un pittore italiano.

## Biografia
Discendente dai nobili Torri in Val d’Ambra, nella zona tra Arezzo e Siena. Il padre, ser Vincenzo, fu notaio e personaggio autorevole e molto in vista ad Arezzo, città nella quale ricoprì per lungo tempo il titolo di cancelliere della confraternita della Misericordia, della quale lo stesso Teofilo fu provveditore e poi rettore nel primo decennio del XVII secolo.  
Dal 1610 ricoprì incarichi politici, giuridici e finanziari nelle più importanti istituzioni cittadine. Pare che l’arte non fosse la fonte principale del suo reddito, in quanto possessore di terreni e case, ma che per passione desse prestazioni artistiche e progetti architettonici. Lavorò soprattutto ad Arezzo e dintorni affrescando chiese e palazzi, tra cui la chiesa di Santa Maria in Gradi, il palazzo Fossombroni, il palazzo Brandaglia. Nel palazzo della Fraternita dei Laici di Arezzo è presente una grande pittura a fresco raffigurante la Madonna della Misericordia.  
Fra il 1606 e il 1609 eseguì affreschi anche all'interno del palazzo vescovile.